# Servi Sulpici Galba (edil 208 aC)
Servi Sulpici Galba (llatí: Servius Sulpicius Galba) va ser un magistrat romà que formava part de la gens Sulpícia.
Va ser elegit edil curul l'any 208 aC, i tres anys més tard va ser un dels ambaixadors enviats a Àsia per sol·licitar l'amistat d'Àtal en la guerra imminent entre els romans i Filip de Macedònia i a causa d'una interpretació dels llibres sibil·lins, per emportar-se la imatge de la Mare universal, Cíbele, la Gran Mare frígia, que era a Pessinos. L'any 203 aC, va ser elegit pontífex al lloc de Quint Fabi Màxim Berrugós, i exercint aquest càrrec va morir l'any 198 aC.